# اوبرشتروی
اوبرشتروی (به آلمانی: Oberstreu) یک شهر در آلمان است که در رن-گرابفلد واقع شده‌است. اوبرشتروی ۱٬۶۵۵ نفر جمعیت دارد.